# Église Saint-Pierre de Feuillade
Pour les articles homonymes, voir Église Saint-Pierre.
L'église Saint-Pierre est une église catholique située à Feuillade, en France.

## Localisation
L'église est située dans le département français de la Charente, sur la commune de Feuillade.

## Historique
L'édifice est classé au titre des monuments historiques en 1907.